# Ronny Weller
Ronny Weller (Oelsnitz, República Democràtica d'Alemanya, 22 de juliol de 1969) és un aixecador alemany, ja retirat, guanyador de quatre medalles olímpiques.
Va participar en nom de la RDA, als 19 anys, en els Jocs Olímpics d'Estiu de 1988 celebrats a Seül (Corea del Sud), on va aconseguir guanyar la medalla de bronze en la prova masculina de pes pesant (-110 kg.), un metall que es transformà en or en els Jocs Olímpics d'Estiu de 1992 celebrats a Barcelona (Catalunya), ja sota representació d'Alemanya després de la seva reunificació. En els Jocs Olímpics d'Estiu de 1996 realitzats a Atlanta (Estats Units) va aconseguir guanyar la medalla de plata en el pes superpesant (+108 kg.), un metall que tornà a repetir en els Jocs Olímpics d'Estiu de 2000 realitzats a Sydney (Austràlia) en la mateixa categoria (+105 kg.). La seva última participació olímpica fou en els Jocs Olímpics d'Estiu de 2004 realitzats a Atenes (Grècia), on arribà a la final si bé es classificà en última posició.
Al llarg de la seva carrera ha aconseguit guanyar quatre medalles en el Campionat del Món d'halterofília, una d'elles d'or, i sis medalles en el Campionat d'Europa, dues d'elles d'or.